# إنغليش (إنديانا)
إنغليش (بالإنجليزية: English, Indiana) هي بلدة أمريكية تقع في الولايات المتحدة في مقاطعة كروفورد بولاية إنديانا. يقدر عدد سكانها بـ 645 نسمة ومساحتها 7.87 كم2 وترتفع عن سطح البحر 154 متر.

## التركيبة السكانية
قام مكتب تعداد الولايات المتحدة بتحديد بيانات التركيبة السكانية لإنغليش في تعداد الولايات المتحدة. في ما يلي، التركيبة السكانية حسب تعدادي 2000 و2010.

### تعداد عام 2000
بلغ عدد سكان إنغليش 673 نسمة بحسب تعداد عام 2000، وبلغ عدد الأسر 294 أسرة وعدد العائلات 171 عائلة مقيمة في البلدة. في حين سجلت الكثافة السكانية 220.5 نسمة لكل ميل مربع (85.1/كم2). وبلغ عدد الوحدات السكنية 341 وحدة بمتوسط كثافة قدره 111.7 نسمة لكل ميل مربع (43.1/كم2).
وتوزع التركيب العرقي للبلدة بنسبة 98.66% من البيض و 1.19% من الأمريكيين الأصليين.
بلغ عدد الأسر 294 أسرة كانت نسبة 28.2% منها لديها أطفال تحت سن الثامنة عشر تعيش معهم، وبلغت نسبة الأزواج القاطنين مع بعضهم البعض 42.9% من أصل المجموع الكلي للأسر، ونسبة 13.6% من الأسر كان لديها معيلات من الإناث دون وجود شريك، وكانت نسبة 41.8% من غير العائلات. تألفت نسبة 38.8% من أصل جميع الأسر من أفراد ونسبة 20.4% كانوا يعيش معهم شخص وحيد يبلغ من العمر 65 عاماً فما فوق. وبلغ متوسط حجم الأسرة المعيشية 2.99، أما متوسط حجم العائلات فبلغ 2.24.
بلغ العمر الوسطي للسكان 38 عاماً. وكانت نسبة 24.4% من القاطنين تحت سن الثامنة عشر، وكانت نسبة 9.5% بين الثامنة عشر والأربعة وعشرون عاماً، ونسبة 26.6% كانت واقعةً في الفئة العمرية ما بين الخامسة والعشرون حتى والأربعة وأربعون عاماً، ونسبة 22.4% كانت ما بين الخامسة والأربعون حتى الرابعة والستون، ونسبة 17.1% كانت ضمن فئة الخامسة والستون عاماً فما فوق. يوجد لكل 100 أنثى 83.4 ذكر، ويوجد لكل 100 أنثى في الثامنة عشر من عمرها فما فوق 81.1 ذكر.
بلغ متوسط دخل الأسرة في البلدة 20,870 دولار، أما متوسط دخل العائلة فبلغ 27,708 دولار. وكان متوسط دخل الذكور 25,000 دولار مقابل 18,971 دولار للإناث. وسجل دخل الفرد الخاص بالبلدة 11,065 دولار. وكانت نسبة 24.0% من العائلات ونسبة 33.9% من السكان تحت خط الفقر، وكان من هؤلاء نسبة 54.9% تحت سن الثامنة عشر ونسبة 25.2% في الخامسة والستين من العمر وما فوق.

### تعداد عام 2010
بلغ عدد سكان إنغليش 645 نسمة بحسب تعداد عام 2010، وبلغ عدد الأسر 285 أسرة وعدد العائلات 177 عائلة مقيمة في البلدة. في حين سجلت الكثافة السكانية 212.2 نسمة لكل ميل مربع (81.9/كم2). وبلغ عدد الوحدات السكنية 335 وحدة بمتوسط كثافة قدره 110.2 لكل ميل مربع (42.5/كم2).
وتوزع التركيب العرقي للبلدة بنسبة 97.5% من البيض و 0.6% من الأمريكيين الأصليين و 0.2% من الأمريكيين ذوي الأصول الآسيوية و 0.3% من الأمريكيين الأفارقة و 1.1% من عرقين مختلطين أو أكثر.
بلغ عدد الأسر 285 أسرة كانت نسبة 27.7% منها لديها أطفال تحت سن الثامنة عشر تعيش معهم، وبلغت نسبة الأزواج القاطنين مع بعضهم البعض 44.9% من أصل المجموع الكلي للأسر، ونسبة 12.6% من الأسر كان لديها معيلات من الإناث دون وجود شريك، بينما كانت نسبة 4.6% من الأسر لديها معيلون من الذكور دون وجود شريكة وكانت نسبة 37.9% من غير العائلات. تألفت نسبة 32.3% من أصل جميع الأسر من أفراد ونسبة 14.8% كانوا يعيش معهم شخص وحيد يبلغ من العمر 65 عاماً فما فوق. وبلغ متوسط حجم الأسرة المعيشية 2.79، أما متوسط حجم العائلات فبلغ 2.26.
بلغ العمر الوسطي للسكان 43.6 عاماً. وكانت نسبة 20.9% من القاطنين تحت سن الثامنة عشر، وكانت نسبة 10.5% بين الثامنة عشر والأربعة وعشرون عاماً، ونسبة 20.3% كانت واقعةً في الفئة العمرية ما بين الخامسة والعشرون حتى والأربعة وأربعون عاماً، ونسبة 28.4% كانت ما بين الخامسة والأربعون حتى الرابعة والستون، ونسبة 20% كانت ضمن فئة الخامسة والستون عاماً فما فوق. وتوزع التركيب الجنسي للسكان بنسبة 47.3% ذكور و52.7% إناث.